# 松鳳山裕也
松鳳山 裕也（しょうほうざん ゆうや、1984年2月9日 - ）は、福岡県築上郡築上町（旧：椎田町）出身で放駒部屋（入門時は松ヶ根部屋、一時二所ノ関部屋）に所属した元大相撲力士。本名は松谷 裕也（まつたに ゆうや）、愛称はマツタニ。身長176cm、体重133kg、血液型はA型。最高位は東小結（2013年7月場所、11月場所）。趣味はビリヤード・自転車。好物はチャーハン、火鍋。嫌いなものはセロリ。

## 来歴
幼稚園時代に空手や水泳などを習ったが、この頃はどれも中途半端であったといい、岩丸小学校時代には相撲1本に絞り県大会にも出ていたものの稽古は大会前に行う程度であったという。幼少期の松谷はお菓子よりご飯を食べる子であったといい、小学校高学年の頃からチャーハンなどを自炊して食べることが多く、このころから体が大きくなったとのことである。椎田中学校入学後は相撲を中断して野球部に所属していたが、中学2年時に体が大きくなりすぎて動きが悪くなったので柔道部の顧問から誘われて柔道に転向。実質野球部員失格を言い渡されたようなものであったため当初柔道部の活動には乗り気ではなかった。高校進学を間近にした頃、近所に住んでいた人物が大分県立宇佐産業科学高等学校の卒業生である垣添の父と知り合いである縁から当時身長170cm、体重90kgの巨体を持っていた松谷を同校相撲部の真砂昌史監督に紹介し、これを受けて松谷は本格的に相撲を行うようになった。相撲に転向した背景には福岡の柔道のレベルの高さもあり、中学の県大会でも勝てない自分が高校から柔道を本格的に行っても遅いと松谷は思っていた。他にも柔道や相撲の腕を買われて数校から勧誘があり、初めは自宅から遠いことを気にして宇佐産業への進学を躊躇していたが「練習後、責任を持って送り届けます」と真砂が申し出たことが決め手となったといい、実際に高校時代には真砂を始めとして指導者達が交代で送迎を担当していた。高校2、3年と選抜高校相撲宇佐大会に出場し、ベスト8になったが共に琴奨菊に敗れている（琴奨菊とは同学年かつ同郷）。
駒澤大学仏教学部に進学し、1年生から団体戦のレギュラーを務めた。大学在学中には国民体育大会の成年男子Aで準優勝（優勝は下田圭将）などの実績を残した。こうした活躍ぶりに着目した数多くの部屋から入門の勧誘を受ける。その中でも、最初に声を掛けてくれた松ヶ根親方（元大関・若嶋津）の「外国人力士を倒せるよう一緒に頑張ろう」との言葉で入門を決意し、松ヶ根部屋へ入門して2006年3月場所において前相撲から初土俵を踏んだ。入門の意志を家族が聞いたのは大学4年の正月に帰省した時であり、母は松谷の決意に反対せず送り出した。後年語ったところによると「小さい頃は実業家になりたかった。今はともかく、大学時代には相撲で稼いでから実業家になろうと思っていた」という。
序二段へ昇進した2006年7月場所では7戦全勝の成績を挙げて優勝決定戦まで進出し、優勝決定戦で境澤（尾上部屋）に勝利して序二段優勝を果たした。2007年3月場所に幕下へ昇進し（本人としては髷を結える前に幕下に昇進したかったと語っている）、その3月場所で6勝1敗と大きく勝ち越し、翌5月場所においても6勝1敗と大きく勝ち越した。翌7月場所は東幕下9枚目の位置で3勝4敗と負け越し、入門してから初となる負け越しを記録した。
2010年3月場所では東幕下筆頭の位置で4勝3敗と勝ち越しを決め、翌5月場所において新十両へ昇進した。駒澤大学からの十両昇進は尾形以来33年ぶり2人目、築上町出身の関取は2009年に十両昇進した琴禮（佐渡ヶ嶽部屋）以来3人目となった。
2010年8月12日、大相撲野球賭博問題の警視庁捜査により同じ松ヶ根部屋所属の三段目・若力堂と共に野球賭博に関与していたことが明らかになり、松ヶ根親方らと記者会見で謝罪した。2010年6月に行われた相撲協会の2度の調査に対して賭博申告をしていなかったため当初の方針通り解雇の可能性もあったが温情的に本場所の出場停止2場所（2010年9月場所・11月場所）の処分に落ち着き、その影響により十両から幕下へと陥落した。後年では刑事事件を起こしながら協会の聴取に嘘の回答をした場合、大砂嵐の例によって解雇や引退勧告が相場とされるため、現在の感覚では甘い処分と言える。破門を避けてもなお自ら角界から身を引くことも考えたが母から「ここでやめたら支えてくれた人に恩返しもできない」と説得されて思い直し「稽古していい相撲を取ること」に集中した。
西幕下51枚目の位置まで番付を落とした謹慎明けの2011年1月場所では、幕下力士を寄せ付けない強さを見せ、7戦全勝の成績を挙げて幕下優勝を果たした。翌5月技量審査場所でも7戦全勝の成績で幕下連覇を達成した。翌7月場所では大相撲八百長問題により多くの力士が引退した影響もあり、十両への復帰を果たすと共に自己最高位の東十両3枚目まで番付を大きく上げた。その7月場所では7勝8敗と負け越したものの、翌9月場所では東十両5枚目の位置で11勝4敗と大きく勝ち越した。翌11月場所において新入幕を果たし、同時にそれまで「松谷」という本名で取っていた四股名を「松鳳山」と改めた。駒澤大学元総長の大谷哲夫が提示した複数の案から両親と相談して選んだもので、「鳳」は大谷が住職を務める鳳仙山長泰寺の山号に因んでいる。
2011年11月場所の番付は東前頭15枚目。この場所では10勝5敗という好成績を挙げた。自己最高位となる西前頭3枚目の位置まで番付を上げた2012年7月場所では、10日目まで3勝7敗の成績だったものの、11日目から5連勝して8勝7敗と勝ち越した。東前頭筆頭へ番付を上げた翌9月場所では、4日目に大関・琴欧洲を破ったものの、最終的に7勝8敗と負け越した。翌11月場所は3大関（琴欧洲・把瑠都・稀勢の里）を破る活躍を見せ、10勝5敗の好成績を挙げて自身初となる敢闘賞を受賞した。
2013年1月場所では新三役（西小結）に昇進した。この場所からしばらく種子島酒造から贈られた黄金の締め込みを本場所に採用していた。場所2日目のNHK大相撲中継では北の富士から黄金の締め込みについて「肌が黒いから、よく似合いますよね。白鵬がしたときは何となくしっくりこなかったんですよね」と評された。この場所は7日目に大関・琴奨菊を破ったが最終的に4勝11敗と大きく負け越した。平幕へ降下した翌3月場所は序盤好調だったが、終盤にかけて負けが込み7勝8敗と2場所連続で負け越した。翌5月場所は14日目に大関・琴欧洲を破り、最終的には8勝7敗と勝ち越した。翌7月場所は3場所ぶりの小結（東小結）復帰。この場所は7勝8敗と負け越したが、14日目に大関・琴欧洲を2場所連続で破った。東前頭筆頭へ下がった翌9月場所は2日目に横綱・日馬富士を押し出して横綱戦での初勝利、並びに初金星を獲得した。その後も6日目に大関・琴欧洲、8日目に大関・琴奨菊を破る活躍で、千秋楽に8勝7敗と勝ち越しを決め、2回目の敢闘賞を受賞した。翌11月場所は2場所ぶりの小結（東小結）復帰。小結復帰は2回目。この場所は4勝11敗と大きく負け越したが、3日目に大関・琴欧洲を4場所連続で破った。
2014年3月場所は4度目の小結在位となったものの終盤の4連敗が響いて5勝10敗に終わった。翌5月場所は東前頭5枚目の地位で8勝7敗として、場所後の6月21日には挙式披露宴を都内のホテルで行い、大関・稀勢の里ら二所ノ関一門の関取、親方衆、関係者ら約400人が出席した 。同年11月場所は結果として松ヶ根部屋所属として最後の場所となり、この場所は新入幕となった2011年11月場所以来の前頭二桁台の地位を与えられたが2日目から5連敗するなど振るわず、これが尾を引いて千秋楽に負けて7勝8敗の不振に甘んじてしまった。
2015年3月場所は東前頭8枚目で迎えたが、初日から13連敗を喫するなど1勝14敗と大きく負け越し十両転落。5月場所、7月場所ともに負け越し、引退も考えたが「オレやりきったかなと考えたら、やりきってなかった。だったらもう1回頑張らないと」と目が覚めた。9月場所では一転、13勝2敗で初の十両優勝を飾り再入幕を果たした。西前頭10枚目で迎えたご当地福岡での11月場所は、14日目までに12勝2敗の快進撃を見せ、優勝争いが自身と13勝1敗の横綱・日馬富士、12勝2敗の横綱・白鵬の3人に絞られていたため、千秋楽に白星を挙げれば優勝決定戦に持ち込まれる可能性があったが、安美錦に敗れ12勝3敗の優勝次点に終わった（なお、日馬富士と白鵬も敗れたため、優勝争いを演じた3力士全てが敗れて優勝が決まる珍事となった）。しかし、好成績が評価され3度目の敢闘賞を受賞した。2016年1月場所は2日目にこの年で最初の白星となる日馬富士からの金星を獲得したが、上位の壁に阻まれて5勝10敗の負け越し。続く3月場所も4勝11敗と大敗に終わるが、西前頭11枚目まで番付を後退させた5月場所では11勝4敗と好成績。同年9月場所では初日から2連勝したものの3日目から3連敗、8日目は勇み足に「勝ったと思ったけど、土俵が丸かった。四角だったら（足が）出ていなかった」と迷言を残した。幕内での勇み足は2015年3月場所9日目以来で、その時も松鳳山が勇み足による敗戦を喫している。11日目の千代の国戦では激しい突っ張り合いを制して白星を挙げるも、12日目から給金相撲を3連敗、千秋楽に勝って8勝7敗。11月場所も8勝7敗と勝ち越し。前頭2枚目となり、久しぶりに横綱・大関陣と顔を合わせる地位に戻った。

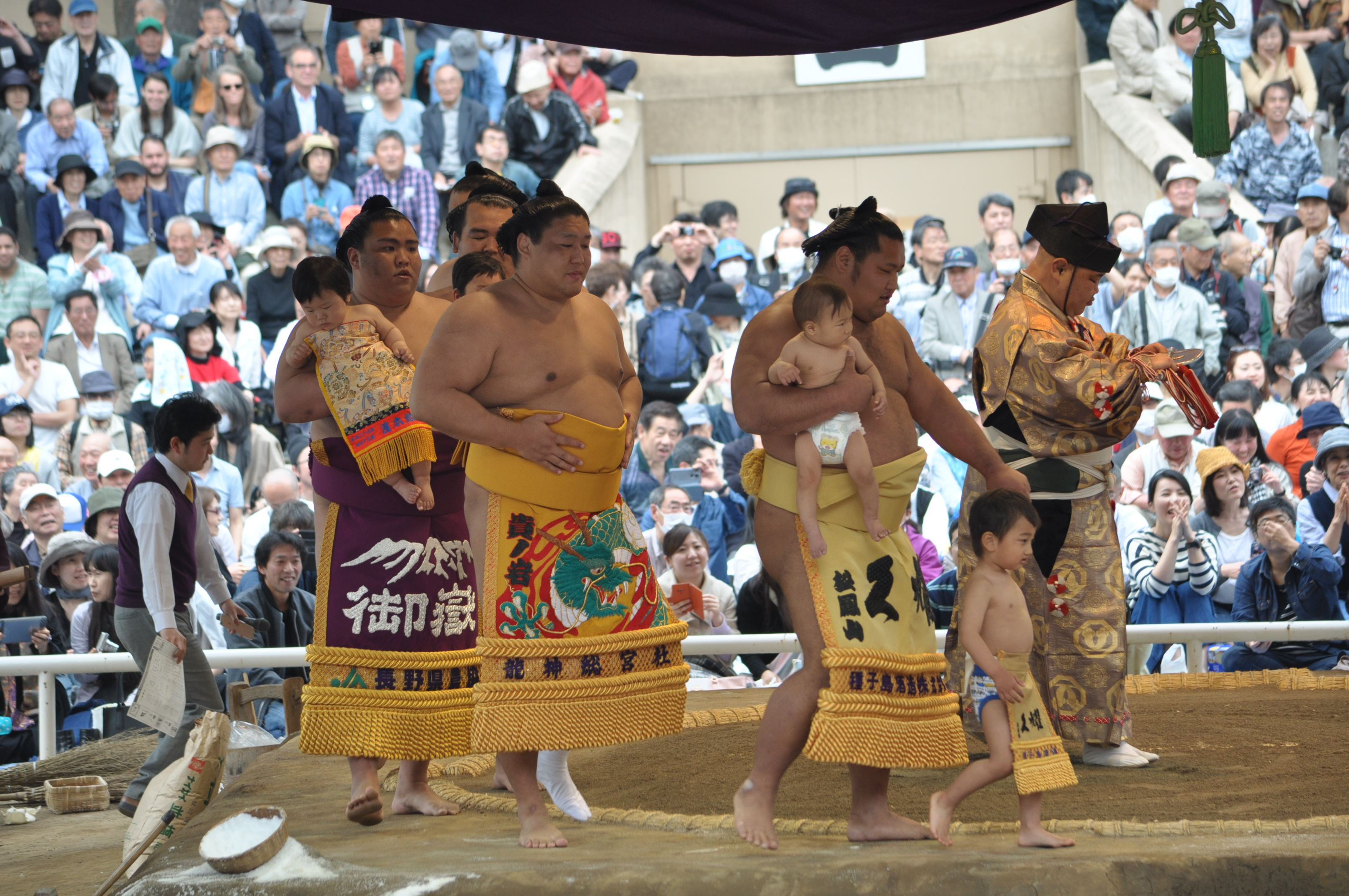
靖国神社奉納大相撲 土俵入りする松鳳山関（2017年4月17日撮影）

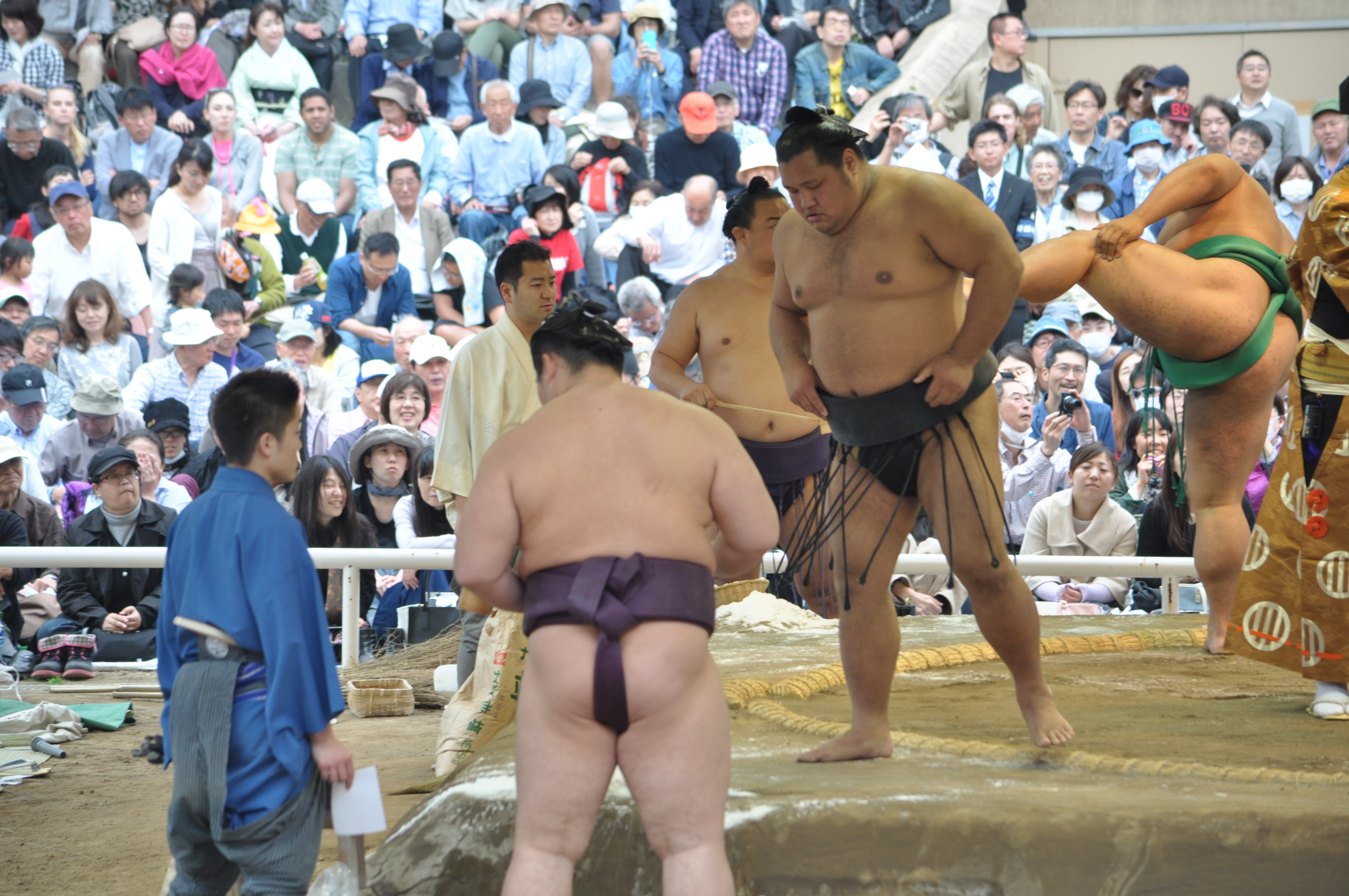
靖国神社奉納大相撲 松鳳山関の相手は嘉風関（2017年4月17日撮影）

2017年1月場所は、初日にいきなり大関の照ノ富士を破る好スタート。2日目の鶴竜戦は、右小手投げで一旦は軍配が松鳳山に上がったものの、差し違えで敗北となった。この相撲では松鳳山の左足が先に出たものの、同時に鶴竜も死に体になっており、取直しが妥当ではないかという意見も多く出たが、本人は「全然ダメ。自分の足が出た感触があった」と潔く敗北を認めた。それでも気持ちを切らさず、3日目に日馬富士を破り、3つ目の金星（いずれも相手は日馬富士）を獲得。8日目の琴奨菊戦も勝利し、横綱・大関戦を3勝4敗と悪くない数字で中日を折り返したが、中日以降星を稼げず12日目に正代に敗れて8敗目を喫し、負け越しが確定。それでも残りを3連勝として1つの負け越しに抑えた。3月場所は1枚下降の東前頭3枚目で迎えた。初日から5連敗と星が上がらなかったが、6日目に横綱・鶴竜を破って2場所連続の金星を獲得。しかしそこから再び連敗し、9日目に負け越しが決まったが、そこから少し持ち直して5勝10敗で終えた。東前頭8枚目で迎えた5月場所も10日目に負け越しを喫するなど中盤まで不調であったが、11日目から4連勝したこともあって6勝9敗と踏みとどまった。この場所中、足を滑らせて負けた取組をNHK大相撲中継のインタビューでアナウンサーに触れられたが「弱いから負けたんです。気持ちを切り替えて頑張ります」と答え、この言い訳をしない姿勢に対して場所後の相撲雑誌の投書で絶賛して「好感度がとんでもなく上がった」と答えるファンもいた。7月は西前頭10枚目と、およそ1年ぶりに二桁の番付に落として臨んだ。中盤までの星取は5分だったが、11日目から5連勝で10勝5敗と二桁の勝ち星を挙げた。東前頭4枚目に番付を戻した9月場所は、5日目に大関・照ノ富士、12日目には大関・豪栄道を破るなど、三役以上の力士との対戦を4勝3敗と勝ち越し、8勝7敗で勝ち越しを決めた。東前頭3枚目で迎えた11月場所は、初日に関脇・嘉風、2日目には大関・照ノ富士を2場所連続で破る好スタートを切った。5日目には横綱・稀勢の里に対して終始攻め込む健闘を見せたが敗れた。それでも7日目には大関・豪栄道を2場所連続で破るなど序盤は存在感を見せたが、中日以降8連敗を喫して3勝12敗に終わった。この年6場所で51敗を喫したのは幕内最多敗記録となった。
2018年1月場所は6枚下降とやや番付運に恵まれ、東前頭9枚目の地位で土俵に上がった。この場所は12日目に勝ち越しを決めるなど比較的好調であり、9勝6敗の勝ち越しに終わった。翌3月場所は5枚上昇の東前頭4枚目の地位を与えられた。この場所も勝ち越し、5月場所は2枚上昇の東前頭2枚目を与えられた。この場所は千秋楽にギリギリの勝ち越しとなったが、優勝した横綱・鶴竜に唯一の黒星を付け、かつその鶴竜から金星を獲得したことが評価されて自身初の殊勲賞を受賞した。7月30日の夏巡業大津場所では6番申し合いを行った。同日の、2017年に年間最多敗を喫して今年もまた最多敗となってしまいそうなので巻き返せるように稽古したいという趣旨のコメントを残している。翌7月場所は久々に小結に戻ったが、見せ場らしい見せ場を作ることができず、序盤から負けが込んで3勝12敗の大敗。番付を東前頭7枚目に大きく下げた9月場所は、序盤は3勝1敗とまずまずのスタートだったが、中盤以降に失速し、7勝8敗と2場所連続の向こう給金に終わった。西前頭7枚目のご当所、11月場所は、序盤は3連敗を喫するなどやや躓いたが、6日目に同郷の琴奨菊との大熱戦を演じてからは復調し、8日目から5連勝で勝ち越しを決めた。9勝5敗で迎えた千秋楽は大関・栃ノ心との取り組みが組まれ、口から血を流しながらも上手投げで倒し、10勝目を挙げた。2019年1月場所は、番付運に恵まれず、4枚上昇の西前頭3枚目の地位を与えられた。この場所は初日から3連敗。中盤以降やや盛り返したが、13日目からも3連敗を喫し、5勝10敗の大敗。翌場所も番付運に恵まれず、6枚半下降の東前頭9枚目。この場所は場所を通して波に乗れず、7勝8敗と2場所連続の負け越し。5月場所は東前頭10枚目で迎え、6勝3敗の10日目から4連敗を喫したが、14日目、千秋楽と連勝し、3場所ぶりの勝ち越しを決めた。千秋楽の相手はこの場所新入幕の炎鵬で、大熱戦の末に右からの上手投げで這わせている。東前頭9枚目の7月場所は、7日目までは4勝3敗だったが、そこから4連敗。結局は6勝9敗だった。東前頭11枚目の9月場所は、3勝3敗の7日目から3連勝。その後も白星を積み重ねて13日目、この場所好調だった明生を押し倒して2場所ぶりの勝ち越しを決め、9勝6敗で終えた。東前頭9枚目のご当所・11月場所は場所を通して白星を先行させ、13日目に2場所連続の勝ち越しを決めて8勝7敗だった。
無観客場所として行われた2020年3月場所では中日に通算1000回出場を記録。この場所は10日目に負け越しを確定させるなど不調で、最終的には場所を4勝11敗で終えた。
自身7場所ぶりの幕内の土俵となる2021年11月場所は凱旋帰郷の場所となった。この時点で関取最年長だが「今でも若手には絶対に負けない、若手より若い相撲を取ろうと思ってやっている」と鼻息を荒くし、懸命なリハビリを行ってきた師匠について松鳳山は「師匠が体調を崩してリハビリして戻ってきたのを見て、同じことをやり続けて諦めてはいけないと思っていた。継続は力なり、それはすごく感じる」という。翌2022年の1月12日に12代二所ノ関が停年を迎えるため、12代二所ノ関時代の二所ノ関部屋としては最後の御当地場所となるが、本人は「努力の大切さを教わった。恩返しができれば」と特別な思いを込めた。この場所2日目に剣翔を押し出しで破った際に八角理事長は「気持ちが衰えていないんでしょう。動きで取る力士は、なかなか年齢を重ねるとね。それを克服しながらだから立派だ」と絶賛した。
2022年5月場所は2011年5月技量審査場所以来の低地位となる東十両12枚目まで番付を下げ、中日から千秋楽まで8連敗するなど3勝12敗に終わり、自身が2011年7月場所から11年間続けた十両以上の地位から陥落すると同時に、1969年11月場所で大潮が十両昇進して以来52年と4場所続いた福岡県出身関取の系譜が途絶えることとなった。
5月場所後の6月22日、日本相撲協会に引退届を提出して受理された。年寄株を取得していないことから、協会には残らず退職する見込み。2000年以降で日本国籍を持っている三役経験者が不祥事による引退ではない形で引退即退職というのは追風海、隆乃若、千代天山に続き4人目。これだけ長く幕内在位した松鳳山が協会に残ることすらできなかったことは相撲ファンから意外の念を以って受け止められ、角界における損失と嘆かれた。一部報道からは「野球賭博への関与とそれを調査で申告しなかった件から17代荒磯と手が合わず、元々17代荒磯が年寄名跡を手配した動きは無かった」「17代荒磯が本当に可愛がっているのは部屋の一山本であり、再雇用期間満了後に一山本に年寄名跡を譲る意向である」とする見解も聞かれた。また「17代荒磯は健康状態が悪く協会でも隠居同然であったにもかかわらず、なぜ松鳳山に年寄名跡を譲らなかったのか」と、17代荒磯への批判もあった。
6月28日の引退会見では、7月場所も幕下1桁台であれば努力次第で再十両を狙えると考えていたが、相撲を取るのが怖くなったと打ち明けると18代放駒もそれに同意し、引退に至ったとのこと。35歳ぐらいの時に立てた「40歳まで関取でいる」という目標を果たせなかったことを悔い、「丈夫に産んでくれた親に感謝。先代にも」とも述べた。思い出の取組として初土俵の前相撲で初めて大相撲の土俵に上がった一番を挙げ、通算5つの金星に関しては「必死すぎて（金星など）あまり印象に残る相撲はない」と振り返った。引退して親方にならず即協会から退職となった件については「あんまり自分は指導者に向いていないと思う」と元々残留する意思が無かったと明かし、今後糖尿病で苦労してきて食事の大切さを勉強した経験などを活かして、協会の外部で力士などアスリートらのサポートを行いたいと、栄養学や運動生理学などを学び資格を取得することを視野に入れる意向を示した。なお、引退届受理が6月下旬となったこともあり、翌月7月場所の番付にも西幕下5枚目に名前が載ることとなった。
引退後の7月場所5日目（14日）、ABEMAの大相撲LIVEの解説者を務めた。引退を決めた一番である5月場所14日目の千代の国戦に話が及ぶと「この一番をとって（引退を）思いましたね。その前までは全部出し切っても、悔いはないかなと思って…また次の日に臨んでいたんですけど、これ負けたときに『ああ、もう全部出し切ったな』と思っちゃったんですね」「次の日に気持ちを入れてもう一回土俵に上がろうと思ったんですけど、相撲をとるのが怖かったので、これはついに来るときが来たな」と精神面での理由が大きかったことを明かしている。
2023年2月11日、両国国技館で断髪式を行った。17代荒磯夫人、13代二所ノ関、高安や高安と同じ二所ノ関一門の親方衆や関取衆ら約400人がはさみを入れ、止めばさみは入門時の師匠である17代荒磯が入れた。断髪式終盤、断髪者として、母の名前が呼ばれると号泣した。おいを挟んで、父の名前が呼ばれると再び涙が流れた。「泣かない予定でしたけど、両親の時はきましたね。丈夫な体に生んでくれた両親のおかげ。ずっと一番近くで応援してくれたのは両親。グッとくるものがありました」と、恥ずかしそうに笑いながらも感謝していた。引退当初はアスリートのサポートを行いたい意向を示していたが、断髪式時点では焼肉屋開業を目指している模様。「本当は断髪式までにオープンしたかったんですけど、なかなか、いい物件がなくて。相撲をやめて、ちゃんこ屋さんだと、普通かなと思って、焼き肉屋さんを考えています」と、明るい笑顔で話した。
2024年5月19日、千葉県船橋市内に「焼肉・ホルモン松鳳山」を開店している。

## 取り口
立合いの諸手突きから突き押しを基本に相手の懐に入るかそのまま突き切ることが松鳳山の型である。元和歌乃山は2014年3月場所前の座談会で「当たる角度が良いから相手も起きる」と技量に裏打ちされた当たりの力強さを評価しており、「突っ張ってスパッと二本入る」差し身の良さについても話していた。一方で大至伸行は同じ座談会で「突っ張っているときに少し顎が上がり気味で、それを直せばもっと突っ張りの威力が増す」と指摘していた。他に、大型力士が相手であってもまともに寄りたててねじ伏せる相撲も得意である。2016年から2017年頃は四つ相撲と投げ主体であったが、軽量のため格上が相手であればもろ差しになってもたつくと負けることがあった。裏を返せば攻めが早ければ横綱クラスの力士にも対抗できる。2018年頃から激しい突っ張りが戻り、2019年には35歳になったが運動量と持久力は幕内随一で炎鵬にも負けないスピードを持つ。
立合いで手を付かないことが多く、2016年10月28日に行われた土俵祭りの後に師匠の二所ノ関が友綱審判副部長から注意を受けた
2017年7月場所は5秒以内に終わった相撲が15番中7番、3秒以内に終わった相撲が15番中4番であった一方で、10秒以上かかった相撲が6番と、相撲が速い面もあれば遅い面もあると言ったところである2017年11月場所前の二子山（元大関・雅山）のコラムでは、貴景勝と共に叩きの巧い力士として名前が挙がっており、同年9月場所の12日目と13日目を豪栄道が連敗したのはこのように叩きの巧い力士との連戦であったからと二子山は解説している。張り手も強く、2017年11月場所2日目には元大関の照ノ富士が「くらっときた」と、この日の取組で松鳳山に食った強烈な張り手を振り返った。

## 人物

### 印象・外見
- 土俵上では常に気合十分な怖い顔をしており非常に強面なイメージが漂い、後述のように対戦相手が頻繁に怪我をすることも理由となって一般ファンからは「壊し屋」「悪魔」「アシュラマン」といった異名が与えられている。しかし新十両インタビューでは大変柔和な笑顔や語り口を見せており、また新十両を決めた相撲や初金星を挙げた相撲では花道で涙を流すなど、その実は人好きのする優しい性格である。母によると反抗期が無かったといい、高校生になってもよく両親に学校での出来事を話したり一家で焼肉を食べに行ったりするなど家族仲は良かったという[4]。他方では、2014年5月場所2日目に話題の人気力士である遠藤を破った際の心境として「いいじゃないですか。ヒーローになれなくてもヒールにはなれる」と答えるなど、その役回りについて自負するところがある[45]。
- 本項に掲載された写真から窺えるように大変に色黒であり、入門後に憧れの力士である朝青龍に呼ばれた際に出身地を聞かれ、「九州です」と答えたら「いや、絶対に違うだろう」と信じてもらえなかったという逸話がある。

### 趣味・嗜好
- 船橋本町の飲食店の間では絶大な人気を誇る。因みに松鳳山は船橋市内にある火鍋の専門店に友人に誘われて以来すっかり気に入り、週5回もその専門店に通ったことがある[5]。
- 2016年2月9日に32歳の誕生日を迎えた際、同年1月場所に幕内優勝を果たした同じ二所ノ関一門の琴奨菊について「正直、どうでもいい」と言い放ち、自身の相撲道に精進する意志を見せた[46]。
- 酒は飲めない。お気に入りの焼き肉店に行ってもひたすら大ジョッキのウーロン茶を飲んでいる[47]。
- 自転車が趣味であり、2014年11月には134kgの体重でありながらアルミフレームのロードバイクを軽快に乗り回す様子が伝えられた。このロードバイクを愛用するようになったきっかけは、2010年にママチャリを盗まれた後に安田剛士の漫画作品『Over Drive』を読んで影響されたことにある[48]。
- 他競技の選手の体つきを羨ましく思っており、スポーツ新聞のコラムで松鳳山は「それにしても選手はみんないい体をしてますね。それぞれ競技によって筋肉の付き方が違って面白い。水泳選手は肩幅が広く背中の筋肉も発達しているけど、大胸筋はそれほどでもない。体操は内村選手とか肩回りや、胸回りはすごいけど、足を見ると意外に細かったりする。体つきも競技ごとに『特化』してますね。じゃあカヌーはどうなんだろう?バランスを保つために体幹や腹筋が強いのかな。力士の僕は引き締まった体がうらやましい。引退したら腹筋が6つに割れた体を目指そうかなと思ってるんですよ。」と話していた[6]。
- 2018年7月場所には鯱の描かれた染め抜きで場所入りした[49]。
- 2020年2月16日放送の『ジャンクSPORTS』では、部屋のちゃんことしてオリジナルの「もずくぶっかけサラダ」を食事の最初に食べるのがこだわりであると明かされた[50]。
- 2020年1月場所10日目、AbemaTVの大相撲中継のインタビューで「白いタオルってちょっと貧乏くさくないですか?」と発言したため、解説の安治川から「とにかく白いタオルに謝れ」とツッコミを入れられた[51]。

## エピソード

### 相撲関連
- 本場所では太刀持ち・露払いの経験はなかったが、2011年12月4日に大分県宇佐市で行われた白鵬の宇佐神宮奉納土俵入り（双葉山生誕100年記念事業の一環）に参加した際露払いを務めた。高校時代に宇佐産業科学高相撲部に所属した関係もあって、このような大役に抜擢された[52]。稀勢の里が横綱に昇進して以降、稀勢の里の横綱土俵入りの露払いを務めており、2017年3月場所で自身初めて本場所で横綱土俵入りの従者を務める[53]。
- 2013年7月場所9日目の豪風戦、翌9月場所6日目の琴欧洲戦、その次の11月場所2日目の琴奨菊戦と3日目の琴欧洲戦の翌日に対戦相手が休場しており、わずか3場所の間にのべ3人の力士を結果として休場に追い込んだ形となってしまった[注 6]。それも全て同じ一門の幕内力士であり、4例中3例は現役大関であり、その内把瑠都と琴欧洲は松鳳山戦の翌日に途中休場を喫した末に大関を陥落している。特に琴奨菊に至ってはその場所の御当地大関であり、2013年11月場所3日目の発言に基づいた記事によって本人が「相撲を取って相手がケガするのは気分良くない。これで一門の御当地幕内力士は自分1人。」と後ろめたく思う様子が伝えられた[54]。なお、後に2015年3月場所で遠藤が、2017年9月場所には照ノ富士が松鳳山との取り組みで負傷して休場したため、松鳳山が幕内の取り組みで休場に追い込んでしまった力士は6人になっている。また十両にいた2021年5月場所でも14日目に王鵬が松鳳山の掬い投げを食らった際に足を痛めて同場所千秋楽休場に追い込まれている。
- 3月場所は非常に験が悪く、関取になって以降2017年まですべて負け越していた[55]。
- 松鳳山が高校時代に相撲部で活動するために県外まで通学していたのは、福岡県内に相撲部がほとんどなかったことも全く無関係というわけではない。2016年11月の報道によると福岡県内で相撲部がある高校は4校であり、2013年の学生横綱で博多高校相撲部監督の一ノ瀬康平は「20年前はもっと少なくて、中学には相撲部もなかった。相撲クラブがぽつぽつとある程度。だから、中学卒業で大相撲に行くか、県外の高校に行くか、それともやめるか。相撲を見る土壌はあったけど、先がなかった」と語っている[56]。
- 2020年9月場所5日目の千代大龍戦では、なかなか立ち合いが成立せず、両者ともに近い距離で視線を合わせて詫び合うという珍しいシーンがあった。2人は強面で知られるため、これは話題となった[57]。
- 2021年9月場所に引退した白鵬との思い出を、同年10月19日の日本相撲協会のインフルエンザ予防接種に参加した際に「バケモノだった。めちゃくちゃ強かった。1回は勝ちたかったな。全部負けたけど（対戦を経験して）自信にもなった」と、笑みを交えながら懐かしそうに振り返っていた[58]。

### 土俵外
- 新三役だった2013年初場所より、金色の廻しを締めて土俵に上がっていたが、今一つ成績が上がらなくなり十両に陥落するほどに低迷したため、2015年5月場所よりかつて使っていた紫色の廻しに戻していたが、現在この廻しは巡業などで使用するのみとなり、近年は黒色の廻しで相撲を取っている。
- 2013年12月10日及び11日に行われた協会の体脂肪率測定では幕内力士の中で2番目に低い24%を記録した[59]。ところが本人は「軽肥満の域から脱したい」などと健康に気を遣っている様子を語ったことがある。実際、松鳳山の体は現代の力士としては珍しく、筋肉質な体型をしている[5]。
- 2017年5月場所5日目にこの場所の初白星を獲得したが、その前夜には部屋と自宅の間にある千葉県船橋市のスーパー銭湯「湯楽（ゆら）の里」を訪れ、岩盤浴で40分間、じっくりと体を温めた。そのかいあって、下半身から相撲が取れた。「すごくいい汗をかいた。最初の30分間は寝転がり、残り10分はストレッチ。じわ～っと温まった。岩盤浴のおかげです。湯楽の里のおかげだな～」と、上機嫌で地元を宣伝していた[60]。
- 横綱土俵入りの従者としては、稀勢の里が所持する『北斗の拳』の三つ揃えの化粧廻しの内、トキの絵が描かれたものを締め込む[61]。
- 2016年夏巡業中松鳳山は永平寺に足を踏み入れたが、これは長年の「夢」の1つであった。「ずっと行ってみたかったんです。ちょうど福井市巡業の前に休みがあって、連れて行ってもらいました。特別な空間でした。特別な場所にも入らせてもらいました。応接間で、偉い方とお話しさせていただくこともできました。やっぱり駒大生にとって、特別なところですね」と松鳳山は取材に答えている[62]。

- AbemaTVの大相撲LIVE（生中継）の2019年11月場所前のインタビューでの「立ち合いの当たりが一番強いのは?」という質問に冗談半分で「うちの奥さんですね」と答えている。同場所10日目の取組前のインタビューでは「最近買ったお気に入りの物」を聞かれてシンク用水切りカゴを挙げた。オンラインショップで検索して結果がヒットしたので即決だったという[63]。
- 新型コロナウイルス感染症の流行のため無観客開催となった2020年3月場所では記者が支度部屋に入れず、会場内のミックスゾーンで力士と2ｍ離れた柵越しで力士を取材した。コメントをせず素通りする力士もいるなか、松鳳山は10敗目を喫した12日の取組後に「負けても呼んでください。しゃべりたいんです」と自ら足を止めた。力士たちは場所中は外出禁止で宿舎と会場を往復するのみであり、そのストレスを映画評論などで発散していたという[64]。
- 2021年12月に部屋の師匠が交代となり、新たに師匠となった放駒とは、十両時代に3度対戦経験がある（2010年7月場所、2011年7月場所、2011年9月場所）。

## メディア出演

### テレビ番組
- カスペ! 「芸能界の告白大ヒットに隠された壮絶人生SP!」 （2010年5月4日、フジテレビ）部屋のおかみで元アイドル歌手の高田みづえらと共にVTRで出演した
- 開運!なんでも鑑定団 （2015年12月29日、テレビ東京）
- 笑点 「お正月だよ!笑点大喜利祭り!」 （2020年1月1日、日本テレビ）
- ジャンクSPORTS 大相撲スペシャル （2020年2月9日・16日、フジテレビ）

## 福岡県繋がり
- 本場所中はその日の取組について、大相撲中継担当のNHK福岡のアナウンサーの解説を交え、平日夕方6時台の福岡のニュース番組（2015年度からのロクいち!福岡など）で詳しく伝えられている。平成29年九州場所直前の11月6日には番組にスタジオ出演。
- 令和2年（2020年）11月場所一杯で琴奨菊が引退して以降、唯一の福岡県出身の関取となっていた。

## 主な成績

### 通算成績
- 通算成績：582勝605敗22休（96場所）
- 通算勝率：.490
- 幕内成績：350勝415敗（51場所）
- 幕内勝率：.458
- 十両成績：114勝126敗15休（17場所）
- 三役在位：5場所（小結5場所）

### 三賞・金星
- 殊勲賞：1回（2018年5月場所）
- 敢闘賞：3回（2012年11月場所、2013年9月場所、2015年11月場所）
- 金星：5個
  - 日馬富士：3個（2013年9月場所、2016年1月場所、2017年1月場所）
  - 鶴竜：2個（2017年3月場所、2018年5月場所）

### 各段優勝
- 十両優勝：1回（2015年9月場所）
- 幕下優勝：2回（2011年1月場所、2011年5月技量審査場所）
- 序二段優勝：1回（2006年7月場所）

### 場所別成績
| | 一月場所 初場所（東京） | 三月場所 春場所（大阪） | 五月場所 夏場所（東京） | 七月場所 名古屋場所（愛知） | 九月場所 秋場所（東京）      | 十一月場所 九州場所（福岡） |
| --- | ----------------------- | ----------------------- | ----------------------- | --------------------------- | ---------------------------- | --------------------------- |
| 2006年 （平成18年） | x                       | （前相撲）              | 西序ノ口14枚目 5–2      | 西序二段90枚目 優勝 7–0     | 西三段目84枚目 5–2           | 西三段目52枚目 6–1          |
| 2007年 （平成19年） | 東三段目2枚目 4–3       | 東幕下54枚目 6–1        | 東幕下26枚目 6–1        | 東幕下9枚目 3–4             | 東幕下14枚目 3–4             | 西幕下19枚目 2–5            |
| 2008年 （平成20年） | 西幕下34枚目 4–3        | 西幕下25枚目 4–3        | 西幕下17枚目 6–1        | 東幕下5枚目 1–6             | 東幕下26枚目 4–3             | 西幕下16枚目 3–4            |
| 2009年 （平成21年） | 西幕下24枚目 6–1        | 東幕下9枚目 3–4         | 東幕下13枚目 3–4        | 東幕下21枚目 6–1            | 東幕下7枚目 4–3              | 西幕下5枚目 3–4             |
| 2010年 （平成22年） | 西幕下7枚目 6–1         | 東幕下筆頭 4–3          | 東十両12枚目 9–6        | 東十両8枚目 6–9             | 東十両11枚目 出場停止 0–0–15 | 西幕下11枚目 出場停止 0–0–7 |
| 2011年 （平成23年） | 西幕下51枚目 優勝 7–0   | 八百長問題 により中止   | 西幕下4枚目 優勝 7–0    | 東十両3枚目 7–8             | 東十両5枚目 11–4             | 東前頭15枚目 10–5           |
| 2012年 （平成24年） | 東前頭8枚目 8–7         | 東前頭6枚目 7–8         | 東前頭7枚目 9–6         | 西前頭3枚目 8–7             | 東前頭筆頭 7–8               | 東前頭2枚目 10–5 敢         |
| 2013年 （平成25年） | 西小結 4–11             | 西前頭4枚目 7–8         | 東前頭5枚目 8–7         | 東小結 7–8                  | 東前頭筆頭 8–7 敢★           | 東小結 4–11                 |
| 2014年 （平成26年） | 東前頭5枚目 9–6         | 西小結 5–10             | 東前頭5枚目 8–7         | 西前頭筆頭 4–11             | 東前頭7枚目 6–9              | 東前頭10枚目 7–8            |
| 2015年 （平成27年） | 東前頭11枚目 8–7        | 東前頭8枚目 1–14        | 西十両3枚目 7–8         | 西十両4枚目 6–9             | 西十両6枚目 優勝 13–2        | 西前頭10枚目 12–3 敢        |
| 2016年 （平成28年） | 西前頭筆頭 5–10 ★       | 西前頭5枚目 4–11        | 西前頭11枚目 11–4       | 東前頭4枚目 5–10            | 東前頭7枚目 8–7              | 東前頭5枚目 8–7             |
| 2017年 （平成29年） | 東前頭2枚目 7–8 ★       | 東前頭3枚目 5–10 ★      | 東前頭8枚目 6–9         | 西前頭10枚目 10–5           | 東前頭4枚目 8–7              | 東前頭3枚目 3–12            |
| 2018年 （平成30年） | 東前頭9枚目 9–6         | 東前頭4枚目 8–7         | 東前頭2枚目 8–7 殊★     | 西小結 3–12                 | 東前頭7枚目 7–8              | 西前頭7枚目 10–5            |
| 2019年 （平成31年 /令和元年） | 西前頭3枚目 5–10        | 東前頭10枚目 7–8        | 東前頭11枚目 8–7        | 東前頭9枚目 6–9             | 東前頭12枚目 9–6             | 東前頭8枚目 8–7             |
| 2020年 （令和2年） | 東前頭7枚目 7–8         | 東前頭8枚目 4–11        | 感染症拡大 により中止   | 西前頭12枚目 5–10           | 西前頭15枚目 5–10            | 西十両2枚目 6–9             |
| 2021年 （令和3年） | 東十両4枚目 5–10        | 西十両8枚目 8–7         | 東十両6枚目 8–7         | 西十両筆頭 5–10             | 東十両4枚目 10–5             | 西前頭17枚目 4–11           |
| 2022年 （令和4年） | 西十両3枚目 6–9         | 西十両6枚目 4–11        | 東十両12枚目 3–12       | 西幕下5枚目 引退 –          | x                            | x                           |
| 各欄の数字は、「勝ち-負け-休場」を示す。 優勝 引退 休場 十両 幕下 三賞：敢=敢闘賞、殊=殊勲賞、技=技能賞 その他：★=金星 番付階級：幕内 - 十両 - 幕下 - 三段目 - 序二段 - 序ノ口 幕内序列：横綱 - 大関 - 関脇 - 小結 - 前頭（「#数字」は各位内の序列） |                         |                         |                         |                             |                              |                             |

### 幕内対戦成績
| 力士名   | 勝数 | 負数 | 力士名     | 勝数 | 負数 | 力士名   | 勝数 | 負数 | 力士名   | 勝数 | 負数 |
| -------- | ---- | ---- | ---------- | ---- | ---- | -------- | ---- | ---- | -------- | ---- | ---- |
| 碧山     | 5    | 16   | 天空海     | 0    | 1    | 朝赤龍   | 2    | 1    | 朝乃山   | 0    | 2    |
| 東龍     | 1    | 0    | 阿炎       | 2    | 6    | 天風     | 1    | 0    | 安美錦   | 5    | 11   |
| 阿夢露   | 0    | 2    | 荒鷲       | 3    | 5    | 阿覧     | 5    | 1    | 勢       | 5    | 9    |
| 石浦     | 4    | 1    | 逸ノ城     | 7    | 4    | 宇良     | 0    | 1    | 遠藤     | 4(1) | 6    |
| 炎鵬     | 5    | 1    | 阿武咲     | 6    | 4    | 大砂嵐   | 1    | 3    | 隠岐の海 | 8    | 7    |
| 魁聖     | 10   | 13   | 臥牙丸     | 6    | 0    | 輝       | 3    | 10   | 鶴竜     | 2    | 13   |
| 稀勢の里 | 2    | 12   | 北太樹     | 4    | 1    | 木村山   | 0    | 1    | 旭秀鵬   | 2    | 4    |
| 旭大星   | 0    | 1    | 旭天鵬     | 5    | 5    | 霧馬山   | 0    | 1    | 豪栄道   | 8    | 14   |
| 琴恵光   | 5    | 0    | 琴欧洲     | 8    | 2    | 琴奨菊   | 10   | 16   | 琴勝峰   | 0    | 2    |
| 琴ノ若   | 0    | 2    | 琴勇輝     | 4(1) | 4    | 常幸龍   | 1    | 2    | 磋牙司   | 1    | 0    |
| 佐田の海 | 8    | 6    | 佐田の富士 | 3    | 3    | 志摩ノ海 | 2    | 5    | 正代     | 3    | 11   |
| 翔天狼   | 0    | 1    | 青狼       | 1    | 0    | 蒼国来   | 8    | 4    | 大栄翔   | 3    | 2    |
| 大翔鵬   | 1    | 2    | 大翔丸     | 2    | 3    | 大道     | 2    | 0    | 貴景勝   | 1    | 3    |
| 貴源治   | 2    | 0    | 貴ノ岩     | 4    | 3    | 隆の勝   | 2    | 2    | 髙安     | 6    | 9    |
| 宝富士   | 11   | 6    | 豪風       | 8    | 5    | 玉鷲     | 12   | 5    | 千代鳳   | 5    | 0    |
| 千代翔馬 | 3    | 1    | 千代大龍   | 4    | 11   | 千代の国 | 8    | 3    | 千代丸   | 6    | 2    |
| 剣翔     | 0    | 2    | 剣武       | 1    | 0    | 照強     | 1    | 0    | 照ノ富士 | 4    | 4    |
| 天鎧鵬   | 2    | 0    | 時天空     | 4    | 3    | 德勝龍   | 5    | 3    | 栃煌山   | 14   | 13   |
| 栃ノ心   | 6(1) | 15   | 栃乃若     | 6    | 3    | 翔猿     | 0    | 1    | 友風     | 0    | 3    |
| 豊ノ島   | 6(1) | 6    | 豊響       | 8    | 6    | 錦木     | 4    | 5    | 白鵬     | 0    | 15   |
| 把瑠都   | 1    | 1    | 日馬富士   | 3    | 14   | 英乃海   | 2    | 0    | 富士東   | 3    | 0    |
| 豊昇龍   | 0    | 1    | 豊真将     | 1    | 4    | 北勝富士 | 2    | 4    | 誉富士   | 1    | 1    |
| 御嶽海   | 4    | 5    | 雅山       | 2    | 1    | 妙義龍   | 9    | 13   | 明生     | 3    | 3    |
| 矢後     | 2    | 0    | 豊山       | 2    | 3    | 嘉風     | 5    | 11   | 竜電     | 1    | 4    |
| 若荒雄   | 2    | 1    | 若隆景     | 0    | 1    | 若の里   | 1    | 1    |          |      |      |